# Paolo Uccello

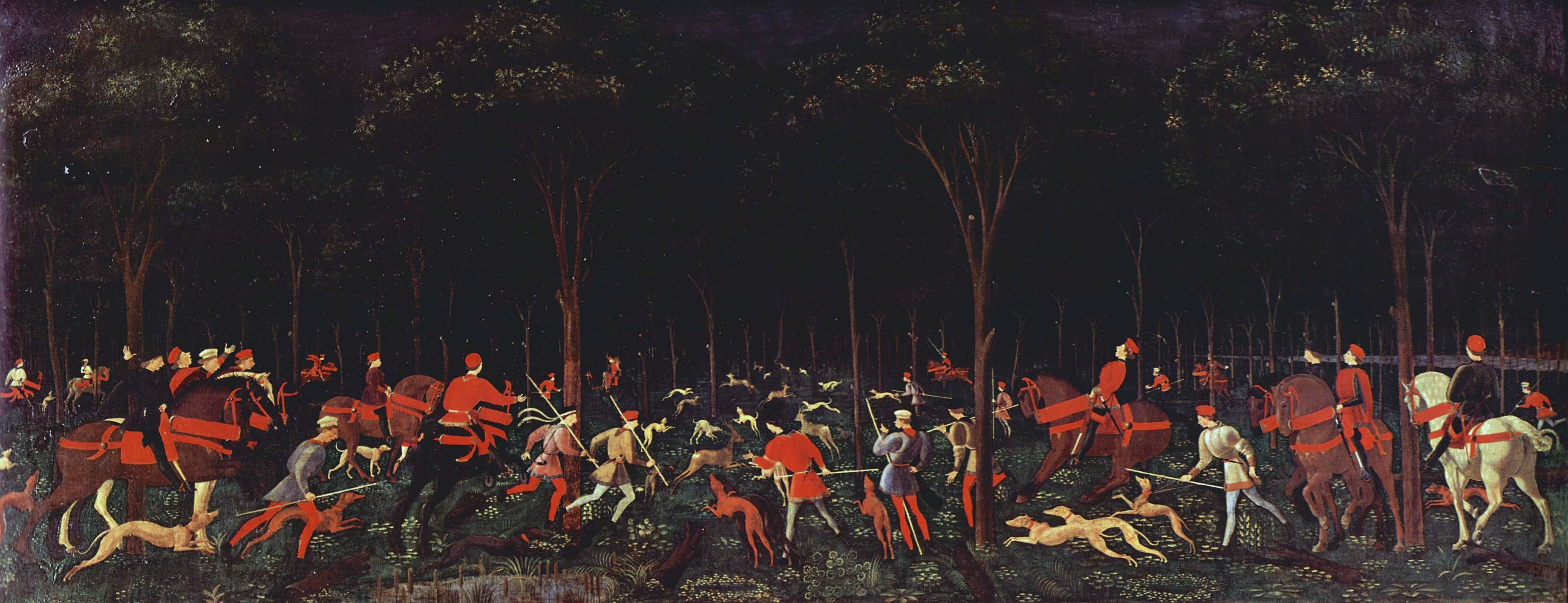
A Caçada na Floresta, Museu Ashmolean, Oxford, Inglaterra

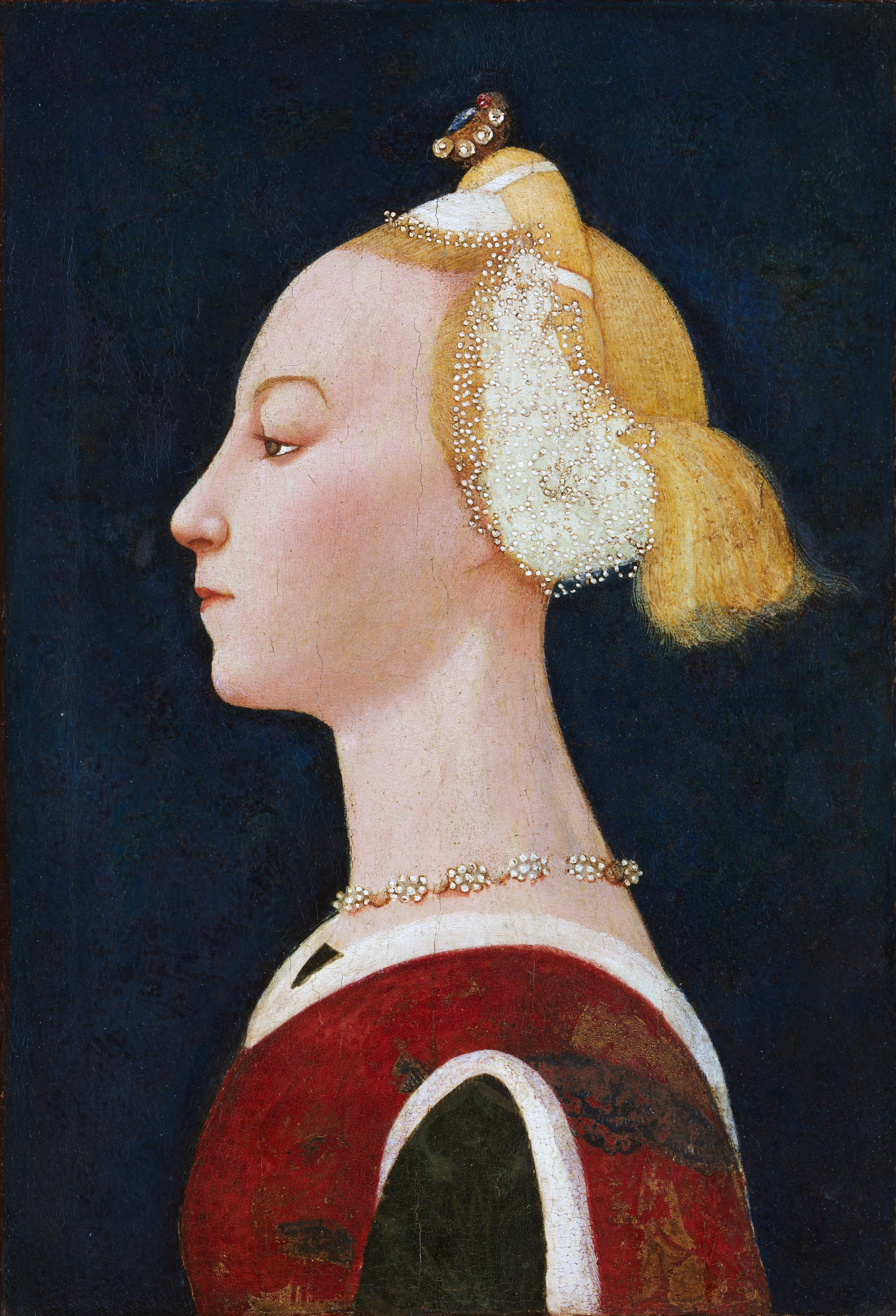
Retrato de uma dama.

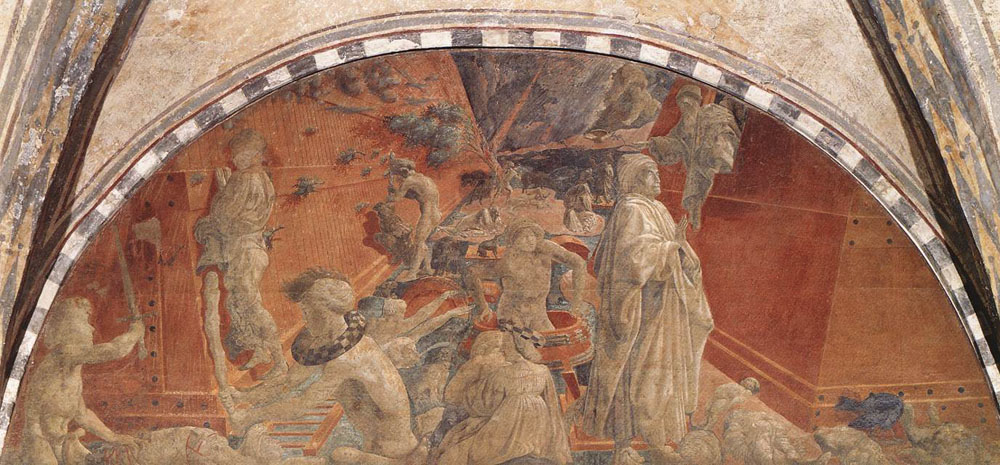
O Dilúvio

São Jorge e o Dragão, Galeria Nacional de Londres, Londres

Paolo Uccello (Florença, 1397 – Florença, 10 de dezembro de 1475) foi um pintor italiano. Uccello fez parte do Quattrocento do Renascimento, destacando-se por sua maestria nas pinturas em perspectiva e pela impressão de relevo que deu à pintura, recorrendo para isso ao claro-escuro (chiaroescuro). Era obcecado pela perspectiva e passava noites tentando entender o Ponto de fuga. Usava-a para criar uma sensação de profundidade em suas obras e não para narrar histórias.  
Paolo trabalhou na tradição do Gótico Internacional e enfatizou a cor ao invés do clássico realismo

## Biografia
Uccello nasceu em Florença, em 1397. Seu apelido, Uccello, vem de seu gosto por desenhar pássaros e animais. Foi aprendiz de Lorenzo Ghiberti entre 1407 e 1414. Nesse período, conheceu pintores renomados, tais como Masolino e Donatello. A oficina de Ghiberti era o ponto central da arte florentina na época. 
A primeira pintura de Paolo foi Santo Antônio com São Cosme e Damião, uma encomenda do hospital Lelmo. Para a Santa Maria Maior, ele pintou um afresco da Anunciação. Nele, Ucello pintou um grande prédio com colunas em perspectiva. Paolo gostava de pintar animais e tinha uma grande coleção de figuras de pássaros, especialmente. Criou vários afrescos sobre o Gênesis, o Dilúvio e a Arca de Noé. Por essa razão, ficou conhecido como pintor de grandes paisagens.
A partir de 1432, começou a trabalhar especialmente em Florença, executando afrescos para igrejas (especialmente a Catedral de Florença) e clientes particulares. Em 1436, foi lhe encomendado um afresco de  Sir John Hawkwood. Nesse monumento equestre, mostrou sua habilidade na perspectiva, ao criar uma pintura que, vista de baixo, faz com que o observador tenha a sensação de estar olhando uma escultura.
Participou também da conclusão da porta do Batistério de Florença, realizada por Michelozzo.
De 1450 a 1456, pintou três de suas obras mais famosas: A Batalha de São Romano, isto é, a vitória do exército de Florença em Siena, em 1432, para o Palácio da Família Médici. A ousada perspectiva dá a sensação de profundidade para a cena da guerra. Logo depois, criou A Caçada na Floresta. Na obra, tudo se organiza a partir de um ponto central distante
Paolo Uccello pobre e quase desconhecido morreu em 10 de dezembro de 1475 e está enterrado na Igreja do Espirito Santo, em Florença.
Com sua mente analítica e precisa, ele tentou aplicar o método científico para a representação de objetos em um espaço tridimensional. A perspectiva em seus quadros influenciou Piero della Francesca, Albrecht Dürer e Leonardo da Vinci. 
Sua filha, Antonia Uccello, foi uma freira carmelita, que era chamada de pittoressa, uma pintora, em seu atestado de óbito. Contudo, a extensão de sua habilidade permanece desconhecida.

## Obras
- Afresco Eqüestre a Sir John Hawkwood, que está na Catedral de Florença
- Relógio com Cabeças de Profetas, que está na Catedral de Florença
- Niccolò da Tolentino comanda as tropas de Florença, que está na Galeria Nacional de Londres, sendo uma das três pinturas de A Batalha de São Romano
- São Jorge e o Dragão

## Ler também
(em inglês)
- Corsini, Diletta "Paolo Uccello: The Battle of San Romano - Firenze Musei" books.google.pt
- Borsi, Stefano "Paolo Uccello" books.google.pt